# Eurométropole Tour 2012
L'Eurométropole Tour 2012 est la 72e édition de l'Eurométropole Tour, auparavant nommée Circuit franco-belge jusqu'en 2010, puis Tour de Wallonie picarde en 2011.

## Présentation

### Équipes
| Nom de l'équipe         | Pays        | Code |
| ----------------------- | ----------- | ---- |
| AG2R La Mondiale        | France      | ALM  |
| BMC Racing              | États-Unis  | BMC  |
| FDJ-BigMat              | France      | FDJ  |
| Garmin-Sharp            | États-Unis  | GRS  |
| Orica-GreenEDGE         | Australie   | OGE  |
| Katusha                 | Russie      | KAT  |
| Lotto-Belisol           | Belgique    | LTB  |
| Omega Pharma-Quick Step | Belgique    | OPQ  |
| Rabobank                | Pays-Bas    | RAB  |
| RadioShack-Nissan       | Luxembourg  | RNT  |
| Saxo Bank-Tinkoff Bank  | Danemark    | STB  |
| Sky                     | Royaume-Uni | SKY  |
| Vacansoleil-DCM         | Pays-Bas    | VCD  |

| Nom de l'équipe               | Pays     | Code |
| ----------------------------- | -------- | ---- |
| Accent Jobs-Willems Veranda's | Belgique | ACC  |
| Argos-Shimano                 | Pays-Bas | ARG  |
| Cofidis                       | France   | COF  |
| Europcar                      | France   | EUC  |
| Farnese Vini-Selle Italia     | Italie   | FAR  |
| Landbouwkrediet-Euphony       | Belgique | LAN  |
| Saur-Sojasun                  | France   | SAU  |
| Topsport Vlaanderen-Mercator  | Belgique | TSV  |

| Nom de l'équipe                    | Pays     | Code |
| ---------------------------------- | -------- | ---- |
| An Post-Sean Kelly                 | Belgique | SKT  |
| Idemasport-Biowanze                | Belgique | FWB  |
| Roubaix Lille Métropole            | France   | RLM  |
| Wallonie Bruxelles-Crédit agricole | Belgique | WBC  |

## Étapes
| Étape     | Date         | Villes étapes       |  | Distance (km) | Vainqueur d’étape | Leader du classement général |
| --------- | ------------ | ------------------- |  | ------------- | ----------------- | ---------------------------- |
| 1re étape | 27 septembre | La Louvière - Menin |  | 165,8         | Jürgen Roelandts  | Jürgen Roelandts             |
| 2e étape  | 28 septembre | Antoing - Poperinge |  | 178,5         | Marcel Kittel     | Jürgen Roelandts             |
| 3e étape  | 29 septembre | Péruwelz - Ichtegem |  | 173,7         | Marcel Kittel     | Jürgen Roelandts             |
| 4e étape  | 30 septembre | Mons - Tournai      |  | 153,8         | Nacer Bouhanni    | Jürgen Roelandts             |

## Déroulement de la course

### 1reétape
|    | Coureur                  | Pays      | Équipe                  |    | Temps           |
| -- | ------------------------ | --------- | ----------------------- | -- | --------------- |
| 1  | Jürgen Roelandts         | Belgique  | Lotto-Belisol           | en | 3 h 44 min 07 s |
| 2  | Guillaume Van Keirsbulck | Belgique  | Omega Pharma-Quick Step | +  | 0 s             |
| 3  | Maarten Wynants          | Belgique  | Rabobank                |    | 0 s             |
| 4  | Juan Antonio Flecha      | Espagne   | Sky                     |    | 0 s             |
| 5  | Karsten Kroon            | Pays-Bas  | Saxo Bank-Tinkoff Bank  |    | 0 s             |
| 6  | Benoît Vaugrenard        | France    | FDJ-BigMat              |    | 0 s             |
| 7  | Michael Schär            | Suisse    | BMC Racing              |    | 0 s             |
| 8  | Sep Vanmarcke            | Belgique  | Garmin-Sharp            |    | 0 s             |
| 9  | Robert Wagner            | Allemagne | RadioShack-Nissan       |    | 39 s            |
| 10 | André Greipel            | Allemagne | Lotto-Belisol           |    | 39 s            |

|    | Coureur                  | Pays     | Équipe                  |    | Temps           |
| -- | ------------------------ | -------- | ----------------------- | -- | --------------- |
| 1  | Jürgen Roelandts         | Belgique | Lotto-Belisol           | en | 3 h 44 min 22 s |
| 2  | Guillaume Van Keirsbulck | Belgique | Omega Pharma-Quick Step | +  | 9 s             |
| 3  | Maarten Wynants          | Belgique | Rabobank                |    | 10 s            |
| 4  | Juan Antonio Flecha      | Espagne  | Sky                     |    | 13 s            |
| 5  | Karsten Kroon            | Pays-Bas | Saxo Bank-Tinkoff Bank  |    | 15 s            |
| 6  | Benoît Vaugrenard        | France   | FDJ-BigMat              |    | 15 s            |
| 7  | Michael Schär            | Suisse   | BMC Racing              |    | 15 s            |
| 8  | Sep Vanmarcke            | Belgique | Garmin-Sharp            |    | 15 s            |
| 9  | Aidis Kruopis            | Lituanie | Orica-GreenEDGE         |    | 51 s            |
| 10 | David Boucher            | France   | FDJ-BigMat              |    | 52 s            |

### 2eétape
|    | Coureur             | Pays        | Équipe                        |    | Temps           |
| -- | ------------------- | ----------- | ----------------------------- | -- | --------------- |
| 1  | Marcel Kittel       | Allemagne   | Argos-Shimano                 | en | 4 h 13 min 51 s |
| 2  | Nacer Bouhanni      | France      | FDJ-BigMat                    | +  | m.t             |
| 3  | Aidis Kruopis       | Lituanie    | Orica-GreenEDGE               |    | m.t             |
| 4  | Jürgen Roelandts    | Belgique    | Lotto-Belisol                 |    | m.t             |
| 5  | Michael Van Staeyen | Belgique    | Topsport Vlaanderen-Mercator  |    | m.t             |
| 6  | Giacomo Nizzolo     | Italie      | RadioShack-Nissan             |    | m.t             |
| 7  | Steven Caethoven    | Belgique    | Accent Jobs-Willems Veranda's |    | m.t             |
| 8  | Heinrich Haussler   | Australie   | Garmin-Sharp                  |    | m.t             |
| 9  | Andrew Fenn         | Royaume-Uni | Omega Pharma-Quick Step       |    | m.t             |
| 10 | Kenny van Hummel    | Pays-Bas    | Vacansoleil-DCM               |    | m.t             |

|    | Coureur                  | Pays      | Équipe                       |    | Temps           |
| -- | ------------------------ | --------- | ---------------------------- | -- | --------------- |
| 1  | Jürgen Roelandts         | Belgique  | Lotto-Belisol                | en | 7 h 57 min 55 s |
| 2  | Maarten Wynants          | Belgique  | Rabobank                     | +  | 11 s            |
| 3  | Guillaume Van Keirsbulck | Belgique  | Omega Pharma-Quick Step      |    | 12 s            |
| 4  | Juan Antonio Flecha      | Espagne   | Sky                          |    | 16 s            |
| 5  | Karsten Kroon            | Pays-Bas  | Saxo Bank-Tinkoff Bank       |    | 17 s            |
| 6  | Aidis Kruopis            | Lituanie  | Orica-GreenEDGE              |    | 50 s            |
| 7  | Nacer Bouhanni           | France    | FDJ-BigMat                   |    | 51 s            |
| 8  | David Boucher            | France    | FDJ-BigMat                   |    | 52 s            |
| 9  | Stijn Neirynck           | Belgique  | Topsport Vlaanderen-Mercator |    | 54 s            |
| 10 | Marcus Burghardt         | Allemagne | BMC Racing                   |    | 54 s            |

### 3eétape
|    | Coureur          | Pays        | Équipe                        |    | Temps           |
| -- | ---------------- | ----------- | ----------------------------- | -- | --------------- |
| 1  | Marcel Kittel    | Allemagne   | Argos-Shimano                 | en | 4 h 09 min 35 s |
| 2  | Nacer Bouhanni   | France      | FDJ-BigMat                    | +  | m.t             |
| 3  | Andrea Guardini  | Italie      | Farnese Vini-Selle Italia     |    | m.t             |
| 4  | Aidis Kruopis    | Lituanie    | Orica-GreenEDGE               |    | m.t             |
| 5  | Kenny van Hummel | Pays-Bas    | Vacansoleil-DCM               |    | m.t             |
| 6  | Giacomo Nizzolo  | Italie      | RadioShack-Nissan             |    | m.t             |
| 7  | Jempy Drucker    | Luxembourg  | Accent Jobs-Willems Veranda's |    | m.t             |
| 8  | Jürgen Roelandts | Belgique    | Lotto-Belisol                 |    | m.t             |
| 9  | Matteo Pelucchi  | Italie      | Europcar                      |    | m.t             |
| 10 | Andrew Fenn      | Royaume-Uni | Omega Pharma-Quick Step       |    | m.t             |

|    | Coureur                  | Pays     | Équipe                       |    | Temps            |
| -- | ------------------------ | -------- | ---------------------------- | -- | ---------------- |
| 1  | Jürgen Roelandts         | Belgique | Lotto-Belisol                | en | 12 h 07 min 29 s |
| 2  | Maarten Wynants          | Belgique | Rabobank                     | +  | 12 s             |
| 3  | Guillaume Van Keirsbulck | Belgique | Omega Pharma-Quick Step      |    | 13 s             |
| 4  | Juan Antonio Flecha      | Espagne  | Sky                          |    | 17 s             |
| 5  | Karsten Kroon            | Pays-Bas | Saxo Bank-Tinkoff Bank       |    | 28 s             |
| 6  | Nacer Bouhanni           | France   | FDJ-BigMat                   |    | 46 s             |
| 7  | Aidis Kruopis            | Lituanie | Orica-GreenEDGE              |    | 51 s             |
| 8  | David Boucher            | France   | FDJ-BigMat                   |    | 53 s             |
| 9  | Stijn Neirynck           | Belgique | Topsport Vlaanderen-Mercator |    | 55 s             |
| 10 | Iljo Keisse              | Belgique | Omega Pharma-Quick Step      |    | 55 s             |

### 4eétape
|    | Coureur             | Pays        | Équipe                        |    | Temps           |
| -- | ------------------- | ----------- | ----------------------------- | -- | --------------- |
| 1  | Nacer Bouhanni      | France      | FDJ-BigMat                    | en | 3 h 24 min 25 s |
| 2  | Adam Blythe         | Royaume-Uni | BMC Racing                    | +  | m.t             |
| 3  | Jürgen Roelandts    | Belgique    | Lotto-Belisol                 |    | m.t             |
| 4  | Michael Van Staeyen | Belgique    | Topsport Vlaanderen-Mercator  |    | m.t             |
| 5  | Roy Jans            | Belgique    | An Post-Sean Kelly            |    | m.t             |
| 6  | Kristof Goddaert    | Belgique    | AG2R La Mondiale              |    | m.t             |
| 7  | Benjamin Verraes    | Belgique    | Accent Jobs-Willems Veranda's |    | m.t             |
| 8  | Kenny van Hummel    | Pays-Bas    | Vacansoleil-DCM               |    | m.t             |
| 9  | Joeri Stallaert     | Belgique    | Landbouwkrediet-Euphony       |    | m.t             |
| 10 | Jérôme Kerf         | Belgique    | Idemasport-Biowanze           |    | m.t             |

|    | Coureur                  | Pays     | Équipe                       |    | Temps            |
| -- | ------------------------ | -------- | ---------------------------- | -- | ---------------- |
| 1  | Jürgen Roelandts         | Belgique | Lotto-Belisol                | en | 15 h 31 min 48 s |
| 2  | Juan Antonio Flecha      | Espagne  | Sky                          | +  | 17 s             |
| 3  | Maarten Wynants          | Belgique | Rabobank                     |    | 18 s             |
| 4  | Guillaume Van Keirsbulck | Belgique | Omega Pharma-Quick Step      |    | 19 s             |
| 5  | Karsten Kroon            | Pays-Bas | Saxo Bank-Tinkoff Bank       |    | 34 s             |
| 6  | Nacer Bouhanni           | France   | FDJ-BigMat                   |    | 42 s             |
| 7  | Aidis Kruopis            | Lituanie | Orica-GreenEDGE              |    | 57 s             |
| 8  | David Boucher            | France   | FDJ-BigMat                   |    | 59 s             |
| 9  | Egoitz García            | Espagne  | Cofidis                      |    | 1 min 01 s       |
| 10 | Stijn Neirynck           | Belgique | Topsport Vlaanderen-Mercator |    | 1 min 01 s       |